# Adam Krzemiński (polityk)
Adam Krzemiński (ur. 14 stycznia 1975 w Ciechanowie) – polski polityk, nauczyciel, działacz społeczny i samorządowy, prezes Towarzystwa Miłośników Ziemi Ciechanowskiej, poseł na Sejm X kadencji (od 2023).

## Życiorys
Dyplomowany nauczyciel matematyki i fizyki, absolwent Kolegium Nauczycielskiego w Ciechanowie. Uzyskał licencjat na Uniwersytecie Mikołaja Kopernika w Toruniu oraz magisterium na Uniwersytecie Warmińsko-Mazurskim w Olsztynie. Odbył też studia podyplomowe z zarządzania projektami Unii Europejskiej na Uniwersytecie w Białymstoku. Uczył w publicznych i niepublicznych szkołach podstawowych oraz gimnazjach w rodzinnej miejscowości, pełnił funkcję wicedyrektora Szkoły Podstawowej nr 4 w tym mieście. W 2007 został dyrektorem Zakładu Obsługi Szkół i Przedszkoli w Ciechanowie (przekształconego później w Centrum Usług Wspólnych) – jednostki samorządowej obsługującej lokalną oświatę. Działacz Społecznego Towarzystwa Oświatowego i klubu sportowego Jurand Ciechanów. Przez dwie kadencje był wiceprezesem Towarzystwa Miłośników Ziemi Ciechanowskiej, a w 2021 objął stanowisko prezesa tej organizacji.
W 2001 dołączył do Platformy Obywatelskiej. W 2010, 2014 i 2018 wybierany w skład rady powiatu ciechanowskiego IV, V i VI kadencji. W ostatniej z nich pracował w Komisji Budżetowo-Finansowej oraz Komisji Edukacji, Kultury i Sportu. Był też członkiem zarządu powiatu. Startował w wyborach europejskich w 2009 i 2014. W 2019 bezskutecznie kandydował do Sejmu.
W wyborach parlamentarnych w 2023 został wybrany na posła X kadencji z okręgu płockiego, startując z trzeciego miejsca listy Koalicji Obywatelskiej i zdobywając 6071 głosów. Zasiadł w Komisji Edukacji i Nauki oraz Komisji Samorządu Terytorialnego i Polityki Regionalnej.

## Wyniki w wyborach ogólnopolskich
| Wybory | Komitet wyborczy                   | Komitet wyborczy      | Organ                             | Okręg | Wynik        |
| ------ | ---------------------------------- | --------------------- | --------------------------------- | ----- | ------------ |
| 2009   |                                    | Platforma Obywatelska | Parlament Europejski VII kadencji | nr 5  | 2667 (0,69%) |
| 2014   | Parlament Europejski VIII kadencji | Platforma Obywatelska | 2037 (0,52%)                      | nr 5  |              |
| 2019   |                                    | Koalicja Obywatelska  | Sejm IX kadencji                  | nr 16 | 3508 (0,95%) |
| 2023   | Sejm X kadencji                    | Koalicja Obywatelska  | 6071 (1,37%)                      | nr 16 |              |